# Equazione di Cottrell
In elettrochimica, l'equazione di Cottrel descrive il cambiamento in corrente elettrica rispetto al tempo in un esperimento a potenziale controllato, come nella cronoamperometria. Per un semplice processo redox, come nel caso della coppia ferrocene/ferrocenio, la corrente misurata dipende dalla velocità con la quale l'analita diffonde all'elettrodo. Vale a dire, la corrente si definisce come "controllata dalla diffusione".
L'equazione di Cottrell tratta il caso di un elettrodo piano ma può essere applicata anche a geometrie sferiche, cilindriche, e rettangolari, utilizzando il corrispondente operatore di Laplace e condizioni al contorno insieme con la seconda legge di Fick:
{\displaystyle i={\frac {nFAc_{j}^{O}{\sqrt {D_{j}}}}{\sqrt {\pi t}}}}
dove
- i è la corrente elettrica;
- n il numero di elettroni implicati;
- F la costante di Faraday;
- A l'area dell'elettrodo piano;
- cjO la concentrazione molecolare iniziale di analita;
- Dj la diffusività di materia della specie j-esima;
- t tempo in s.

Riportando in un grafico l'andamento della corrente i contro Δt-1/2 è anche possibile mettere in evidenza eventuali deviazioni dalla linearità che indicano la concomitanza con l'evento redox di altri processi, come l'associazione o dissociazione di un ligando, oppure un cambiamento della geometria.